# 長連恭
長 連恭（ちょう つらやす、天保13年2月1日（1842年3月12日） - 慶応4年4月9日（1868年5月1日））は、加賀藩年寄。加賀八家長家第10代当主。
父は加賀藩年寄長連弘（藩政改革を志向していた集団黒羽織党の領袖として知られる）。母は側室。正室は富田治部左衛門の娘。養子は長成連。幼名富若。通称九郎左衛門。官位は従五位下、大隅守。

## 生涯
天保13年（1842年）、加賀藩年寄長連弘の子として生まれる。弘化4年（1847年）、長家与力の河野久太郎が製作した西洋大砲の試射を見物する。安政4年（1858年）父、連弘の死去により家督と3万3000石の知行を相続する。
万延元年（1860年）12月、従五位下大隅守に叙任する。元治元年（1864年）7月、藩主前田斉泰に代わり藩兵を率い上京し、仙洞御所の警護を行う。同年11月、長州征討のため藩兵を率いて安芸広島に出陣する。同年12月、長州藩の降伏により撤兵して帰国する。慶応3年（1867年）、再び藩兵を率い上京し御所を警護する。
慶応4年（1868年）4月9日没。享年27。家督は異母弟の成連が相続した。